# Psathyrioides longipennis
Psathyrioides longipennis är en skalbaggsart som först beskrevs av Charles Joseph Gahan 1890.  Psathyrioides longipennis ingår i släktet Psathyrioides och familjen långhorningar.
Artens utbredningsområde är Madagaskar. Inga underarter finns listade i Catalogue of Life.